# Red Rock (Oklahoma)
Red Rock város az Amerikai Egyesült Államok Oklahoma államában, Noble megyében. Lakosainak száma 245 fő (2020. április 1.).

## Népesség
A település népességének változása:
| Lakosok száma | 294  | 283  | 245  |
|               | 2000 | 2010 | 2020 |